# 鈴季すず
鈴季 すず（すずき すず、2002年9月16日 - ）は、日本の女性プロレスラー。宮崎県小林市出身。スターダム所属。血液型O型。

## 所属
- アイスリボン（2018年 - 2021年）
- プロミネンス（2022年 - 2023年）
- スターダム（2023年 - ）

## 来歴・戦績
中学生時代から夏期休暇などでの短期合宿を行い、中学を卒業後上京し2018年4月よりアイスリボンに入門、入寮。

### アイスリボン
2018年
- 6月16日、大阪府立体育会館第二競技場大会にてトトロさつきとのでシングルで初エキシビジョンマッチ（0-0）。
- 7月8日、後楽園ホール大会のオープニングにて、8月26日の横浜文化体育館大会でのデビューが発表される。
- 同日夕方、帰宅途中に交通事故（自転車で走行中に前輪にモノが挟まって放り出される自損事故）で左鎖骨骨幹部骨折、約3ヶ月間の安静を要すると診断された。その為8月26日のデビュー戦は見送りとなり、宮崎の実家に帰省し暫くの間静養となる[1]。
- 10月28日、両国KFCホール大会にて、世羅りさとの電流爆破デスマッチを拒む藤本つかさに、デスマッチをする世羅に惹かれてアイスリボンに入団した旨を独白。藤本が電流爆破デスマッチに挑むきっかけとなった。
- 12月2日、千葉ブルーフィールドにて行われた「超花火×アイスリボン 百尺竿頭」大会にて星ハム子とエキシビジョンマッチ（0-0）。
- 12月8日、アイスリボン道場マッチにてジュリアとエキシビジョンマッチ（0-0）。
- 12月9日、両国KFCホール大会にて朝陽とエキシビジョンマッチ（0-0）。試合後も両者収まらず、デビュー戦は朝陽とのシングルマッチと決定。
- 12月15日、アイスリボン道場マッチにてつくしエキシビジョンマッチ（1-0）。自身のエキシで初めて一本を取られる。
- 12月29日、アイスリボン道場マッチにてリングネームが鈴季すずとなる事を発表。松本都が語呂の良さから「すずき」と名付け、藤本つかさが漢字を充てた。
- 12月31日、後楽園ホール大会にて朝陽とのシングルマッチにてデビュー、1年以上先輩の朝陽からジャーマンスープレックスでデビュー戦を勝利で飾る。

2019年
- 9月4日、東京・浅草花劇場で行われた、コマンド・ボリショイプロデュース興行 『Pure Princess 2』にて、観客投票により第23代POP王者となる[2]。
- 11月23日、横浜ラジアントホール大会にて雪妃真矢が保持するICE×∞王座にデビュー1年未満ながら挑戦するも敗北。

2020年
- 2月24日、後楽園ホール大会での青野未来戦をもってデビュー以来のキャラであったチリンチリンを卒業。その後、修行のため失踪。
- 3月14日、後楽園ホール大会にて入場曲・コスチューム・髪型等を一新して登場、藤本つかさとのシングルマッチを制する。大会後に5月4日の横浜文化体育館大会でのICE×∞王座挑戦が決定するも新型コロナウイルス流行の影響により大会と共に挑戦も延期。
- 6月13日、横浜ラジアントホール大会にて雪妃真矢が保持するICE×∞王座に挑戦も敗北。
- 7月25日、後楽園ホール大会にて次期ICEx∞挑戦者決定5WAYイリミネーションマッチに勝ち残り、再び横浜文化体育館での挑戦権を獲得。
- 8月9日、横浜文化体育館大会において、雪妃真矢が保持するICE×∞王座に3度目の挑戦。23分29秒、ジャーマン・スープレックス・ホールドで勝利し第31代王者となった[3][4]。

2021年
- 12月1日、年内をもってアイスリボンを退団することが発表された。今後はともに退団する世羅りさ、宮城もち、藤田あかね、柊くるみとデスマッチやハードコア戦を中心としたユニット「プロミネンス」として活動する[5]。

### プロミネンス

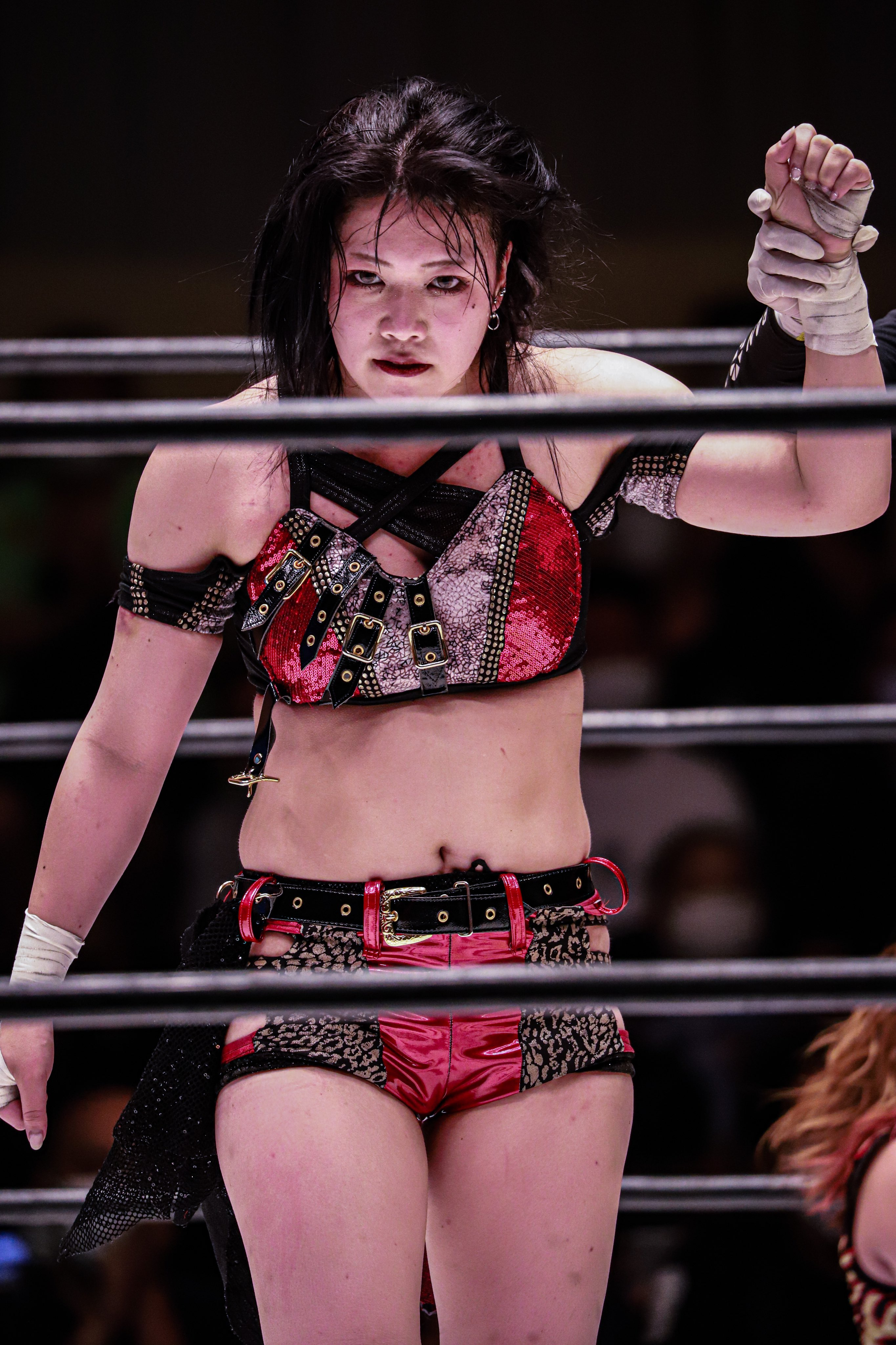
2022年
- 1月29日、スターダムのドルフィンズアリーナ大会にプロミネンス全員で殴り込み。鈴季は感情むき出しでジュリアとマイク合戦を展開した後、バックステージでもジュリアとやりあった。
- 7月17日、プロレスリングWAVE後楽園大会にて高瀬みゆきを相手にCATCH THE WAVE 2022優勝決定戦で勝利し優勝し、同時に第18代Regina di WAVE王座も獲得[6]。
- 7月30日開幕の5★STAR GP 2022にエントリーするも、7月17日のWAVEの試合で右肩を負傷した上に新型コロナウイルス陽性となり開幕2連戦を欠場。リーグ戦には8月11日から参戦するも開幕3連敗と出遅れるが、9月11日に上谷沙弥を破り初白星を挙げるとそこから調子を上げ、6連勝で優勝争いに名を連ね、10月1日の最終戦で念願のジュリアとの一騎打ちに臨んだが、15分時間切れに終わり優勝戦進出はならなかった。上谷との一戦でベストバウト賞を受賞している。
- 12月29日、両国国技館大会で鹿島沙希&渡辺桃&スターライト・キッド組の持つアーティスト・オブ・スターダム王座に挑戦し（パートナーは世羅りさ&柊くるみ）、鈴季が鹿島をジャーマン・スープレックスでフォールし第28代王者組となる。

2023年
- 4月24日、プロミネンス1周年記念興行にて「鈴季すずデスマッチ10番勝負」の最終戦で葛西純と対戦した後、プロミネンスを脱退することを表明した[7]。

### スターダム
- 4月29日、スターダム名古屋国際会議場に参戦。この日のバックステージにて、スターダムを正式所属にすることを明かした[8]。
- 5月21日、富山大会にて、舞華、林下詩美、上谷沙弥らと共に世代闘争を宣言した[9]。
- 7月23日より行われた5★STAR GP 2023にエントリー。勝ち点12で同率リーグ戦首位となるが、直接対決差で優勝決定戦に進出。優勝決定戦では舞華を相手に一進一退の攻防の末、最後はスカイツイスタープレスを決めて勝利。5★STAR GP優勝を果たす[10]。

2024年
- 7月27日、新ユニット「NEO GENESIS」結成[11]。
- 10月7日、移籍後初の宮崎凱旋マッチ開催に合わせて、出身地が宮崎県小林市であることを公表[12]。

2025年
- 4月2日、星来芽依と仲間割れし、NEO GENESISからも離脱[13]。

- 4月24日、山下りな・青木いつ希・鉄アキラと共に、新ユニット「Mi Vida Loca」結成[14]。

## 人物
- 趣味は歌、ギター、メイク。特技はバトントワリング、ヘアメイク[15]。
- 自転車での転倒による骨折でデビューが延期となったが、デビュー戦では自転車に乗って入場、入場コールの際も自転車のポーズ、串刺しタックルの際も「チリンチリン！」と叫んで突っ込むなど、自身のパフォーマンスとして登場した。
- デスマッチが大好きで、サムライTVやニコプロの番組でも、2007年3月14日・大日本後楽園大会でのデスマッチヘビー級選手権試合（立体足場建築現場デスマッチ、佐々木貴（王者）vs宮本裕向（挑戦者））を最も好きなデスマッチに挙げている。
- 『週刊プロレス』2020年9月2日号で17歳11カ月での単独表紙という最年少記録を樹立した[16]。

## 得意技

### フィニッシュ・ホールド
スカイツイスタープレス
2023年9月30日の5★STAR GP 2023優勝決定戦で初披露。
ジャーマン・スープレックス
ローリング・ジャーマン
キャンディー奥津と同型。
グラン・マエストロ・デ・テキーラ
引退直前のテキーラ沙弥から伝授された。
テキーラ・ショット
こちらもテキーラ沙弥より伝授。叩きつける形のグラン・マエストロ・デ・テキーラとなる。

### 打撃技
竜巻旋風脚
ジャンピング・ハイキック
川田利明の試合映像を見てラーニング。
スピアー

### 投げ技
ハーフネルソン・フェイスバスター
ドルフィンバスター
ハーフネルソンの体勢からのサイド・エフェクト。雪崩式でも使用。

### 飛び技
その場外びムーンサルト

### フォール技
カニカニクリップ
立っている相手の両足を自らの両足で巧みに挟み込み、そのまま背面からマットに倒し、体勢を入れ替えながら挟み込んだ両足ごと相手を押さえ込み、そのままエビで固めてフォールを奪う丸め込み技。相手の技を切り返して繰り出す。
ジャックナイフ式エビ固め
裏高角度回転エビ固め
裏モモラッチと同型。この技で藤本つかさから初勝利を上げる。

### 関節技
よくばり★ロック
グラウンドでの技。左脚で相手の左脚をロック×右脚で相手の頭部をロック×両腕で相手の右腕をアームロックした後、そのまま相手を浮かせてバネのように動かせる。

## タイトル歴
スターダム
- 第31代ゴッデス・オブ・スターダム王座
  - w / 星来芽依
- 第28代アーティスト・オブ・スターダム王座
  - w / 世羅りさ&柊くるみ
- STARDOM 5★STAR GP 優勝（2023年）
- TRIANGLE DERBY 優勝（2023年）（パートナーは世羅りさ&柊くるみ）
- 新春ユニット対抗リーグ戦 優勝（2025年）

アイスリボン
- 第31代ICE×∞王座

プロレスリングWAVE
- 第18代Regina di WAVE王座
- Catch the WAVE 優勝（2022年）

PURE-J
- 第23代プリンセス・オブ・プロレスリング王座

スターダムアワード
- 敢闘賞（2023年）

## 入場曲
- 風林火山
- 爽涼鼓舞（Disney）

## テレビ出演
- THE 夜もヒッパレ!「復活!見たい聴きたい歌いたい曲TOP10」（2025年5月24日、日本テレビ）[17]